# 云南管蕊茶
云南管蕊茶（学名：Camellia luteocalpandria）为山茶科山茶属下的一个种，于中国云南省麻栗坡县中越边界地区发现，为山茶属管蕊茶组（Sect. Calpandria）植物在中国的首次发现。

## 特征
云南管蕊茶雄蕊的花丝完全合生成一肥厚的花丝管，其花冠黄色、雄蕊仅1轮且花丝管内无离生或不同程度离生的雄蕊。